# Drosophila tetravittata
Drosophila tetravittata är en tvåvingeart som beskrevs av Hajimu Takada och Momma 1975. Drosophila tetravittata ingår i släktet Drosophila och familjen daggflugor.
Artens utbredningsområde är Malaysia.